# 太陽星雲

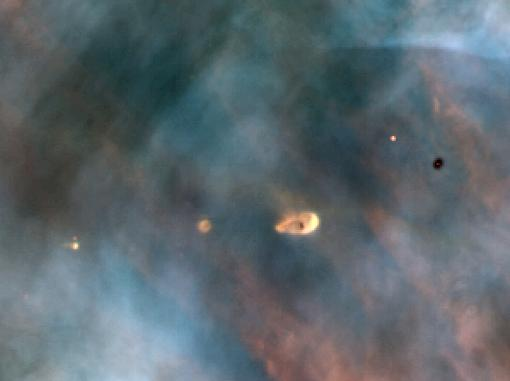
在獵戶座大星雲中形成的行星盤。

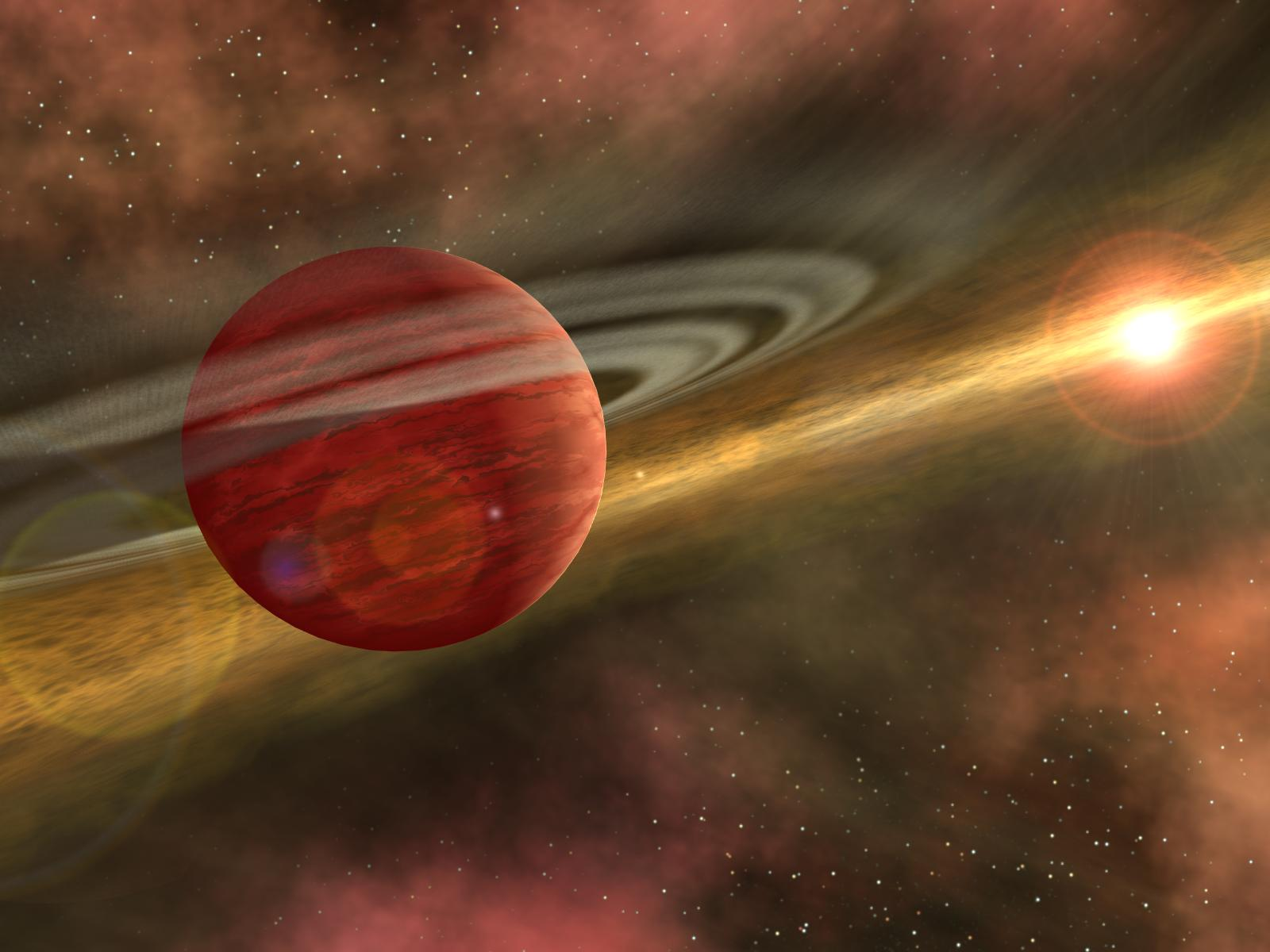
在藝術家的概念下，一顆經由清理鄰近恆星的塵埃－行星盤，正在成形的行星。

太陽星雲假說是一種星雲假說，指地球所在的太陽系形成初期的氣體雲氣，這個假說最早是在1734年由伊曼紐·斯威登堡提出的。在1755年，熟知斯威登堡工作的康德將理論做了更進一步的開發，他認為在星雲慢慢的旋轉下，由於引力的作用雲氣逐漸坍塌和漸漸變得扁平，最後形成恆星和行星。拉普拉斯在1796年也提出了相同的模型。這些可以被認為是早期的宇宙論。
當初僅適用於我們自己太陽系的形成理論，在我們的銀河系內發現了超過200個外太陽系之後，理論學家認為這個理論應該要能適用整個宇宙中的行星形成。

## 假說內容

### 原始的星雲
目前的假說主張一個行星系統原始的型態應該是由非常低溫的星際氣體和一部分巨大（典型的直徑應該有～10,000天文單位）分子雲所組成的大致成球形的雲氣。這樣的一個星雲一旦有足夠的密度，在本身的重力作用下便會開始收縮，也可能經由鄰近區域產生的重力波（像是超新星造成的震波）壓迫了分子雲，造成重力塌縮的開始。星雲的成分將反映在形成的恆星上，像我們自己太陽系的星雲相信是由98%來自大霹靂的氫和氦（以質量計算），以及2%來自早期死亡的恆星拋回星際空間的重元素組成（參見核合成）。重元素所佔的比例就是所謂的星雲的金屬性；在統計上，金屬性高的恆星（也就是在金屬含量較高的星雲中形成的恆星）較有可能誕生行星。一旦開始，太陽星雲的收縮就會慢慢的、但無可避免的加速。
在塌縮中，有三種物理過程會塑造星雲：溫度上升、自轉加速和平坦化。溫度的上升是因為原子加速向中心掉落並深入重力井中，並變得更為緊密，碰撞更為頻繁：重力位能被轉換成動能或是熱能。其次，即使當初極為細微的，太陽星雲只要有一點點的淨自轉（角動量），會因為角動量的守恆， 星雲的尺寸縮小時就必需轉得更快。最後，星雲必須成為扁平的盤狀，稱為原行星盤，是因為當氣體的小滴碰撞和合併時，它們運動的平均值傾向於淨角動量的方向。
對八塊不同年代，但都在太陽系形成的最初三百萬年內，的隕石所做的地質分析顯示，大約在太陽形成的一百萬至二百萬年，太陽系曾經遭受鐵-60的轟擊，其來源可能是和太陽在同一個區域內誕生，但短命的巨型恆星成為超新星所導致的。

### 原恆星
一個密度不斷增加的原恆星會累積成為太陽星雲的重心。在行星在盤中形成的過程中，原恆星會持續的繼續變得更為緊密，直到一千萬至五千萬年後，它最後終於達到核融合所需要的溫度和壓力，這時恆星就誕生了。一顆這樣的年輕恆星（金牛T星）所發出恆星風，比形成恆星的力量強大許多，最後將會吹散掉剩餘在行星盤的氣體，並且結束主要的吸積過程（特別是氣體巨星的）。像在恆星生命中的許多過程，在原恆星階段所花費的時間也取決於質量：質量越大塌縮的越快。
在原行星盤的氣體，同時間內，從重力崩潰中心的熱化中，當溫度逐漸降低，塵粒（金屬和矽化物）、冰（含氫的，像水、甲烷和氨）和顆粒從氣體中被凝聚出來（固化）。這些顆粒在相互間輕柔的碰撞和靜電的作用下，開始增生的程序。氣體的原子和分子的量雖然豐富，但因為運動的快速使得靜電不足以約束它們的行動，因此不會增生。在盤中佔有98%質量的氫和氦，在太陽星雲中仍是不能凝聚的氣體。

### 微行星
在盤中的固體成分是以原先存在於星雲中的微塵粒為種子形成的，這些星際介質中的顆粒直徑通常都小於一微米，但經由在原行星盤中的碰撞，它們的大小可以增長成 微行星 （Planetesimals，照字義講是非常小的行星）。這些塵粒最初散佈在整個盤內，但預期會如下雨般的集中在盤的中段：就如同當初分子雲因重力塌縮而形成盤狀，所以這些顆粒沉降在盤面的中段，但因為沒有丟失角動量，所以不會沿著徑向朝原恆星的方向移動。不同大小的顆粒，以不同的速度落下，沿途也會蒐集更多的塵粒。在隨機的任意增長下，比例上，較大的塵粒增長的也較快；這樣的狀況也使得表面積越大的塵粒越容易和其它的塵粒遭遇和結合。數量龐大且蓬鬆的塵粒，也能對氣體產生阻擋與吸附的功能。這也可能在行星形成之前，讓固體無須聚集在新形成的恆星上。高速的撞擊也可能打碎形成的微行星，這意味著塵粒和微行星是可以互相轉換的。在盤面上湍流在這些碰撞中扮演一種角色：如果湍流太強烈，落向中間平面的雨滴會受到阻礙，同時在微粒間破壞性的碰撞也會很普遍。一旦微行星的數量變得充足且夠大，它們的重力會幫助更多的顆粒凝聚。強烈的湍流也許會妨礙重力引起的凝聚，導致成長只能經由兩顆的互撞。然而，如果顆粒要長成大約1公里大小的微行星，必須要歷時大約10,000年。
因為微行星的數量眾多，並且散佈在原行星盤中，就有許多可能發展成行星系統。小行星被認為是剩餘的微行星，彼此間逐漸磨損成越來越小的碎片，同時，彗星則是在行星系中距離較遠的是微行星。隕石是落到行星表面的微形星樣品，並且提供我們許多太陽系形成的訊息。原始型態的隕石體是被撞碎的低質量微行星的大片碎塊，沒有因為重力而發生分化；同時，分化過的隕石體則是質量較大的微行星被撞擊後的大片碎塊。只有最大的那些微行星能在遭受到低質量微行星的撞擊後還能夠繼續的成長。

### 寡頭成長
當微行星繞著新生的恆星轉動時，動態摩擦使得微行星的動能（動量）保持著平均的分佈，因此最巨大的運動的速度也最慢，軌道也趨近於圓形；而較小的微行星運動的速度較快，軌道的扁率也較大。值得注意的是，運動越遲緩的天體有越大的碰撞截面積，重力則可以提高一顆微行星攔截到另一顆微行星的半徑。必然的，越大越慢的微行星能更加有效的兼併周圍共同成長中的微行星；而速度較快、質量較低的微行星就難以繼續成長。這迅速的導致逃離過程，在盤內每一個區域中最大的微行星將成為各區的主宰，會比微行星海中其他的成長的更快。這些大質量的個體几乎完全的霸占了其轨道区域内的固體物質，這種過程稱為“寡頭成長”（oligarchic growth）。這些少數的微行星在大小上迅速的增加，在寡頭成長開始前，已經有數十公里的直徑，將成長到幾百公里，最終可以到數千公里的直徑。
寡頭成長的過程會自我設限：每一個寡頭都有固定的哺養區（取決於他的碰撞截面積），一旦所有周边的微行星都被吸附了，就不會再繼續成長了。令人半信半疑的是這些區域的大小是否有足夠的固體，能夠讓寡頭者成長到類地行星的大小，因為理論上這些區域的微行星只能讓寡頭者成長到數百公里的大小。然而，可能是湍流再次起了作用，因為它能夠增加或減少微行星的角動量，提供任何形式的徑向運動組合。這或許能穩定的提供新的材料給哺養區，讓寡頭者能繼續的成長。
無論寡頭者是如何的繼續成長，它們在（在凍結線的內側）一百萬年內可以達到的典型大小是0.5至1個地球質量上下， 已經大到足夠被稱為原行星。因為有更高密度的固體物質可以利用，在盤的外側可以生長得更大。在類地行星的區域內可能有幾打的寡頭者彼此遠離的散佈著，在動態性的隔離下，即使經過數百萬年或數千萬年也不會碰撞在一起。

### 不均勻的溫度
在原行星盤內的溫度是不一致的，並且這是了解地球型和木星型行星之間分化的鑰匙。在凍結線內側的溫度太高（超過150K）使氫化物不能凝聚：它們仍然保持氣體狀態。能夠被堆積的只有金屬和矽酸鹽類的塵粒。因此在這個區域的微行星整個都由岩石和金屬組成，例如小行星，並且組成類地行星。
在凍結線的外側，由氫組成的水、甲烷和氨都能夠凝固成固體，成為'冰'的顆粒並且堆積起來。岩石和金屬的塵粒依然可以利用，但氫化物的數量更為豐富，不僅遠遠的超過，而且隨處都是。因此在這一區域的微行星以冰為主體，而僅有少量的金屬與岩石在內。在柯伊伯带和奥尔特云的天體、彗星、海王星巨大的衛星－崔頓，或許還有冥王星和他的衛星－凱倫，都是'髒雪球'的例子。由於有許多的固體物質可以使用，即使在碰撞較不頻繁和較低的速度下（在更大的軌道），這些微行星依然可以發展成非常巨大的行星（質量大約是地球的10倍），使得它們的引力足以吸附氨氣和甲烷，甚至是氫氣。一旦開始這樣的程序，它們將迅速的增長，因為在盤中佔有98%的氫和氦，會使它們的質量大增，而且引力網也會張得更大。

### 類木型的微行星
很快的，類木型的微行星不再像是由冰冷的微行星組成的，由於大量的氫氣和氦氣或多或少的都會使得巨大的氣體雲核心密度更為堅實。然後這些類木型的氣體球－在與太陽系相似的比喻下，逐漸的產生重力塌縮、加熱、提高轉速和趨向扁平。一些類木行星的衛星可能也在行星本身類似的機制下形成，在原行星的重力塌縮中，從被濃縮的原行星盤中的塵粒中凝聚而成。這或許可以解釋，在我們的太陽系中，類木行星有如此眾多的衛星，和為何自轉得如此快速。當年輕的恆星發出的強風將剩餘的氣體和塵粒從恆星盤吹散進入其外的星際空間時，類木行星的成長就結束了。
以最簡單的說法，在最內側的巨大原行星核形成星盤內密度最高的區域，並且動態時間（典型的時標是碰撞）是最短的；因為這個天體位在盤內氣體最密集的區域，能及早達到捕捉氣體所需要的臨界質量，並且和環繞的氣體有最長的共生時間。在我們自己太陽系內，木星是在凍結線外側最大的原行星核，履行前述的規則，成為系統內最大的行星。實際上，過程可能很複雜， 行星遷移和湍流會使流程混淆；與現今觀察到的系外行星比較，在我們自己系統內的行星發展也許，甚至反倒是有些異常的。

### 巨大的撞擊
最後，在恆星風吹掉盤中的氣體之後，還有大量的原行星和微行星被留下來。在超過一千萬至一億年的週期中，這些原行星－典型的質量界於月球和數個地球之間－會互相攝動，直到軌道相互橫越並發生碰撞為止。這些天體經由碰撞的結果，最後成為系統內的行星。這種碰撞：相信是原地球和火星大小原行星的碰撞，形成了現在的地球和月球。這種程序是高度隨機的；一個與我們相似的類地系統的形成，可能很快就會結束。所能產生的內行星也許比我們在太陽系內觀察到的更少，但也可能更多。
較小的微行星，在數量上也會比較多，在恆星系統內存在的時間也會比較長久。這些天體也許會在“清除鄰里”的過程中被行星清掃掉，可能會被投擲到外面遙遠的邊緣（在我們的太陽系是歐特雲），或僅是持續的輕推進入內側與其他的行星碰撞或相對是穩定的軌道。這種連番轟擊的時期可能長達數億年，並且也許會在地質上留下一些可以看見的撞擊坑痕跡。有些論點認為，只要在系統內還有可以利用的小岩石或冰凍的天體，這個階段就還未真正的完成。1994年， 舒梅克－李維九號彗星撞擊木星所展示的能量，正好彰顯了小行星或彗星撞擊地球可能的威脅。
在我們自己的太陽系，歸結於2：1的共振軌道穿越過木星和土星軌道之間，相信更容易上演這種劇情。來自外圍盤面的大量微行星災難性的干擾，這個過程被稱為晚期重轟擊。

### 理論解釋的太陽系特徵
星雲假說可以有效的解釋太陽系中一些主要的現象： 
1. 行星和衛星的規則運動（所有的行星都幾乎在同一個平面上，以接近圓形的軌道，以相同的方向繞著太陽公轉，而且所有的自轉也幾乎在同方向。）
2. 類地行星和類木行星有明顯的區別（質量、與太陽的距離、組成、衛星和環系統）
3. 小天體（小行星和彗星，無論週期的長或短）
4. 例外的趨向（類地的衛星、轉軸傾角、不同平面的木衛、崔頓）

### 假說面臨的挑戰
目前星雲假說面臨的挑戰：
1. 柯伊伯带迷失的質量
2. 海衛一的捕獲過程
3. 天王星的側身自轉
4. 在系外行星發現的熱木星
5. 在聯星和三合星系統內發現的系外行星
6. 在系外行星發現的較高偏心率行星

## “吸積”的意義
在行星吸積的過程中，在原行星盤中使用吸積盤這個詞彙會造成混淆。
原行星盤有時就是指吸積盤，因為在年輕的金牛T星－原恆星仍然在收縮中，而且氣體物質也許仍繼續向盤中掉落，在盤面內側邊緣的表面持續成長。
然而，這個意思不能與行星形成過程的吸積混淆。在上下文中，吸積提到塵粒的冷卻，固化的塵粒和冰環繞著在原行星盤中的原始太陽，碰撞和結合在一起共同的生長，包含可以量度大小的微行星和高能量的碰撞。
另一方面，木星或許有屬於自己的吸積盤，是詞彙中原本的意義。在雲氣中被捕獲的氫和氦氣體收縮、提高轉速、扁平化、和沉積氣體進入每一顆類木原行星的表面；同時，在盤內的固態塵粒堆積在微行星上，最後會形成木星的衛星。

## 外部連結
- SPACE.com: 在海王星之外發現千兆顆太空中岩石的指引（页面存档备份，存于） (Sara Goudarzi) 15 August 2006 06:13 am ET